# Trematodon lacunosus
Trematodon lacunosus är en bladmossart som beskrevs av Ferdinand François Gabriel Renauld och Jules Cardot 1893. Trematodon lacunosus ingår i släktet tranmossor, och familjen Bruchiaceae. Inga underarter finns listade i Catalogue of Life.